# Friedrich Herber
Friedrich Herber (* 12. Januar 1939 in Leipzig; † 18. Januar 2013) war ein deutscher Gerichtsmediziner.

## Leben
Nach dem Besuch der Oberschule studierte Herber Medizin in Leipzig. Nach dem Staatsexamen und der Approbation war er seit 1964 fast 40 Jahre lang am Institut für Gerichtliche
Medizin (heute: Institut für Rechtsmedizin) der Universität Leipzig tätig, zunächst als Assistenzarzt, in späteren Jahren als Dozent und Oberarzt. Auf die Promotion (1968) folgte 1989 die Promotion B (Habilitation).

## Werke
- Friedrich Herber, Joachim Troch, Dieter Zschocke: Alkohol: Begriffe, Fakten, Gefahren von A - Z, Berlin: Verlag Tribüne, 1977.
- (Hg.), Miklós Nyiszli: Im Jenseits der Menschlichkeit. Ein Gerichtsmediziner in Auschwitz, Dietz Verlag Berlin, 1992, ISBN 3-320-01791-8 (1. Aufl., erweiterte und überarbeitete Auflage der 2. Aufl. von 2005, hrsg. von Andreas Kilian und Friedrich Herber. Karl Dietz Verlag Berlin, Berlin 2024, ISBN 978-3-320-02394-2).
- Friedrich Herber: Zwischen Gerichtsmedizin und Strafrechtswissenschaft – Kriminologie und Kriminalbiologie in Berlin. In: Wolfram Fischer (Hg.): Exodus der Wissenschaften aus Berlin. Berlin 1994, ISBN 3-11-013945-6, S. 510–528.
- Friedrich Herber: Gerichtsmedizin unterm Hakenkreuz. Militzke, Leipzig 2002, ISBN 3-86189-249-9.[1]
- Friedrich Herber: Sezierte Wahrheit: Professor Kockels authentische Fälle, Leipzig : Militzke, 2003, ISBN 978-3-86189-602-9.